# Куку
Куку (рум. Cucu) — село у повіті Сату-Маре в Румунії. Входить до складу комуни Одореу.
Село розташоване на відстані 443 км на північний захід від Бухареста, 6 км на схід від Сату-Маре, 121 км на північний захід від Клуж-Напоки.